# Praça do Compromisso

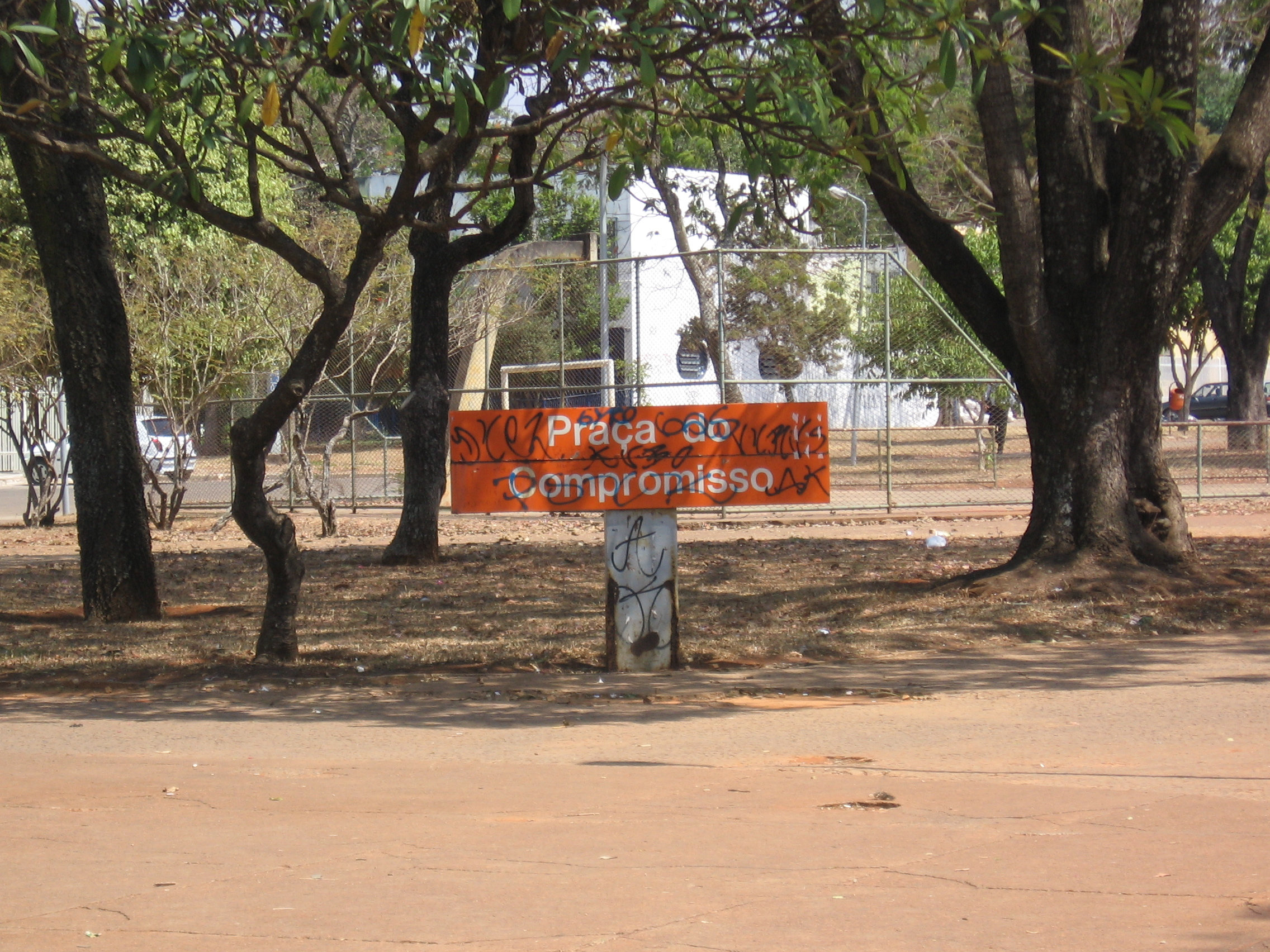
Placa da Praça do Compromisso

A Praça Índio Pataxó Galdino Jesus dos Santos é um logradouro situado em Brasília, no Distrito Federal, entre as quadras 703/704 da Asa Sul. Foi palco da morte, no dia 20 de abril de 1997, do cacique da tribo Pataxó Hã-hã-Hãe Galdino Jesus dos Santos, 44 anos, que dormia numa parada de ônibus e foi queimado vivo por cinco jovens de classe média alta de Brasília. 
Na ocasião do crime a praça se denominava "John Kennedy", mas devido ao trágico crime, por força do Decreto nº 18.189, de 22 de abril de 1997 do então governador do Distrito Federal, Cristovam Buarque, o nome da praça foi alterada para Praça do Compromisso.

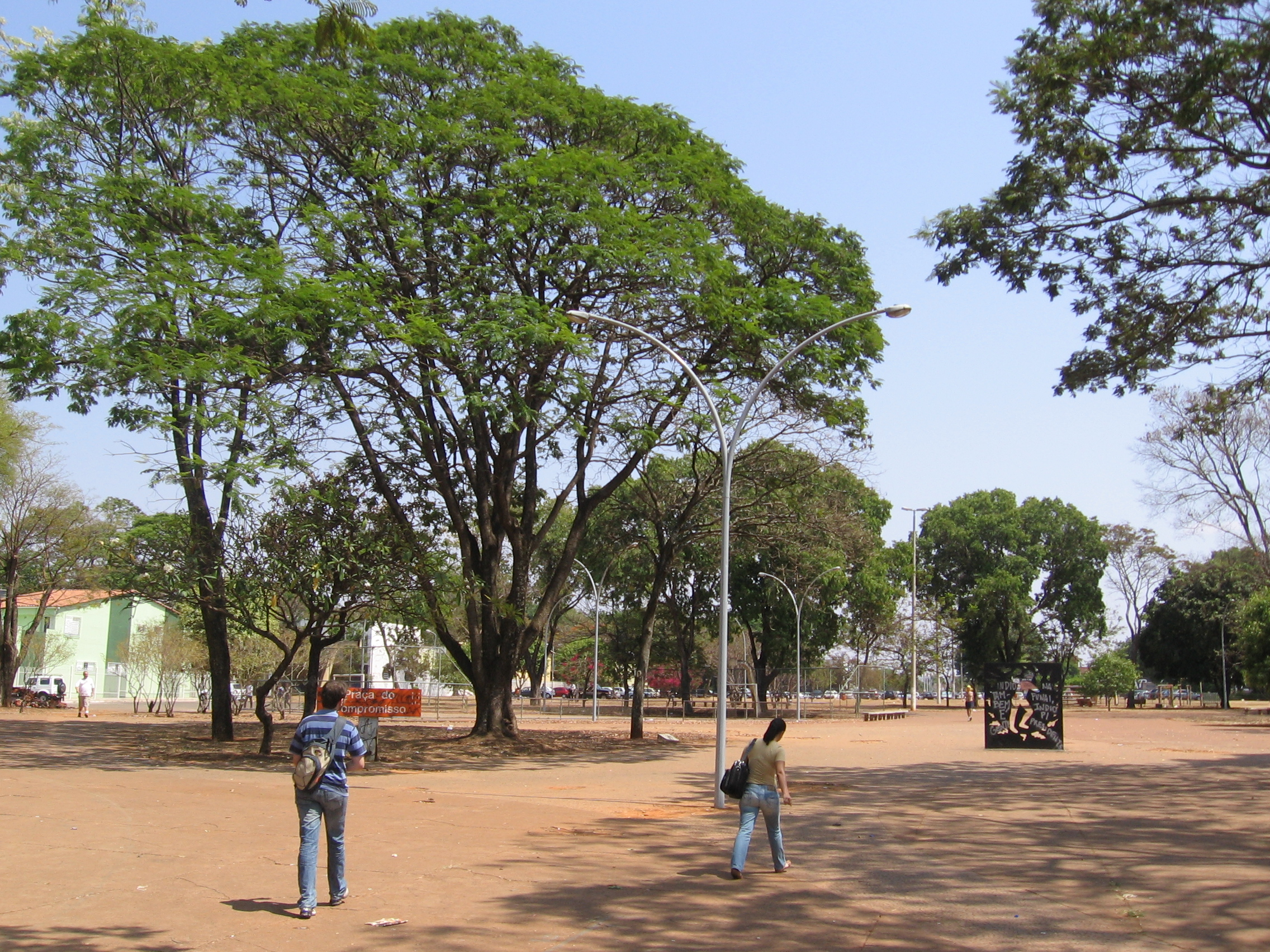
Praça do Compromisso. Ao fundo a escultura em homenagem a Galdino Jesus dos Santos

O governador justificou a alteração do nome da praça "considerando o sentimento de indignação e luto de toda a população brasiliense; considerando o anseio da população brasiliense em lutar pela construção de uma sociedade solidária, para que fatos como este não se repitam e considerando ser este o momento ideal para a criação de um compromisso nacional contra a violência e pela solidariedade aos pobres e oprimidos".
A praça, no dia 3 de junho de 1997, ganhou duas esculturas dedicadas ao índio pataxó produzida pelo artista plástico goiano Siron Franco. A escultura representando o índio morto e depois ressuscitado foi erguida a 50 metros do ponto de ônibus onde o pataxó foi queimado. Para fazê-lo, ele recortou uma chapa de aço com três metros de altura e 2,2 metros de largura, deixando vazar a figura de um cadáver com chamas em volta. Franco ofereceu a escultura para homenagear Galdino "em nome de todos os injustiçados". A outra escultura produzida por Franco representa uma pomba, o símbolo da paz.
No dia 19 de janeiro de 2004 a então vice-governadora do Distrito Federal, Maria de Lourdes Abadia, alterou, por força da Lei nº 3.309, novamente o nome da praça. Dessa vez para "Praça Índio Pataxó Galdino Jesus dos Santos".

## Características e dimensões
A praça tem em sua parte frontal, 80 metros de largura, na parte posterior 70 metros e nas laterais 203 metros de comprimento. Conta com um estacionamento com 70 metros em suas partes frontal, posterior e lateral.
Há grande fluxo de pessoas durante os dias úteis, porque o Centro Universitário do Distrito Federal - UDF fica próximo à praça. Aos fins de semana acontece uma feirinha de artesanatos, situada no centro da praça.
Em 2009 foi implantado um posto comunitário da Polícia Militar, porém, ele foi desativado em 2017.